# Palazzolo dello Stella
Palazzolo dello Stella (friülà Palaçûl) és un municipi italià, dins de la província d'Udine. És a la regió de la Bassa Friülana. L'any 2007 tenia 3.028 habitants. Limita amb els municipis de Latisana, Marano Lagunare, Muzzana del Turgnano, Pocenia, Precenicco, Ronchis i Teor.

## Administració
| Període | Identitat    | Partit        |
| ------- | ------------ | ------------- |
| 2004-   | Mauro Bordin | Llista cívica |

## Personatges il·lustres
- Gae Aulenti, arquitecte.